# Valeri Kaikov
Valeri Olégovich Kaikov (en ruso: Валерий Олегович Кайков; Toliatti, 7 de mayo de 1988) es un deportista ruso que compitió en ciclismo en las modalidades de pista, especialista en las pruebas de persecución por equipos y madison, y ruta.
Ganó tres medallas en el Campeonato Europeo de Ciclismo en Pista, en los años 2011 y 2012.

## Medallero internacional
| Campeonato Europeo | Campeonato Europeo        | Campeonato Europeo | Campeonato Europeo      |
| Año                | Lugar                     | Medalla            | Competición             |
| ------------------ | ------------------------- | ------------------ | ----------------------- |
| 2011               | Apeldoorn ( Países Bajos) | Medalla de bronce  | Persecución por equipos |
| 2012               | Panevėžys ( Lituania)     | Medalla de oro     | Persecución por equipos |
| 2012               | Panevėžys ( Lituania)     | Medalla de plata   | Madison                 |